# Kerorgilus zonator
Kerorgilus zonator är en stekelart som först beskrevs av Szepligeti 1896.  Kerorgilus zonator ingår i släktet Kerorgilus och familjen bracksteklar. Inga underarter finns listade i Catalogue of Life.